# 山口システム開発
山口システム開発株式会社（やまぐちシステムかいはつ）は山口県光市に本社を置く情報処理サービス事業者。

## 概要
東洋鋼鈑下松事業所の生産管理を担当していた技術集団が独立し、代表者の親族が行っていた株式会社カズイ製作所の定款を変更して設立された会社である。
当初は沖電気工業のオフィスコンピュータ向けにシステムを提供していたが、同社のオフィスコンピュータブランド終了に伴い、オープン系に転身。
現在は大手メーカー系列に属さない、独立系システム開発業者である。
自治体の税務、財務会計、人事給与を長く手がけてきた歴史があり、システムインテグレーターとして自治体の行政システムを担う総合行政システムを手掛けたこともある。
長年蓄積したノウハウを基に、小規模公共機関向け人事給与システム、財務会計システムを製造販売している。
一部事務組合向けの営業に力を入れており、BCNで報道された経緯もある。
特定労働者派遣事業(特35-08-0011)も行っている
創業者の数井武は2015年に社長職を長男の数井諭に譲り、現在は会長職となっている。
山口県情報産業協会会員
創業者の数井武は1996年当時山口県情報産業協会の会長職についていた。

## 沿革
- 1970年 営業開始
- 1973年 定款を変更して現事業(システム開発)を始める 商号山口システム開発株式会社
- 1977年 6月 1日 本社を下松市栄町3丁目に移す
- 1981年 2月 1日 本社を下松市栄町3丁目66番地に移す
- 1981年 5月 1日 増資1050万円
- 1991年 9月28日 増資2000万円
- 1996年11月 1日 本社移転 社屋完成 山口県光市大字浅江2400番地28(ひかりソフトパーク)
- 2004年 2月13日 増資2400万円
- 2007年10月29日 本社移転 山口県光市大字浅江2400番地　山口ソフトウェアセンター2F
- 2008年 8月29日 経営革新計画が承認された
- 2010年 4月23日 本社移転　山口県光市虹ヶ浜3丁目4-19[5]
- 2015年 新社長に数井諭就任
- 2015年 5月 8日 やまぐち男女共同参画推進事業者[6]に認定された

## 事業所
- 本社 山口県光市虹ヶ浜3丁目4-19